# Romolo (comes)
Romolo (latino: Romulus; fl. 449) è stato un diplomatico romano di età imperiale.
Era il suocero di Oreste, che ne aveva sposato la figlia. Aveva il grado di comes nel 449, quando già era in là con gli anni e aveva esperienza di affari diplomatici; in quell'anno si trovava in Italia, e fu inviato da Flavio Ezio in missione diplomatica presso Attila, assieme a Promoto e Romano